# Synsepalum aubrevillei
Synsepalum aubrevillei är en tvåhjärtbladig växtart som först beskrevs av François Pellegrin, och fick sitt nu gällande namn av André Aubréville och François Pellegrin. Synsepalum aubrevillei ingår i släktet Synsepalum och familjen Sapotaceae. IUCN kategoriserar arten globalt som sårbar.
Artens utbredningsområde är Elfenbenskusten. Inga underarter finns listade i Catalogue of Life.